# Heptophylla calcarata
Heptophylla calcarata är en skalbaggsart som beskrevs av Zhang 1981. Heptophylla calcarata ingår i släktet Heptophylla och familjen Melolonthidae. Inga underarter finns listade i Catalogue of Life.